# Gramul
Gramul är ett berg i Österrike. Det ligger i förbundslandet Kärnten, i den centrala delen av landet. Toppen på Gramul är 3 276 meter över havet, eller 60 meter över den omgivande terrängen.
Den högsta punkten i närheten är Grossglockner, 3 798 meter över havet, 1,7 km öster om Gramul.
Trakten runt Gramul består i huvudsak av kala bergstoppar och isformationer.